# Culex hancocki
Culex hancocki är en tvåvingeart som beskrevs av Edwards 1930. Culex hancocki ingår i släktet Culex och familjen stickmyggor. Inga underarter finns listade i Catalogue of Life.